# Ardetosaurus

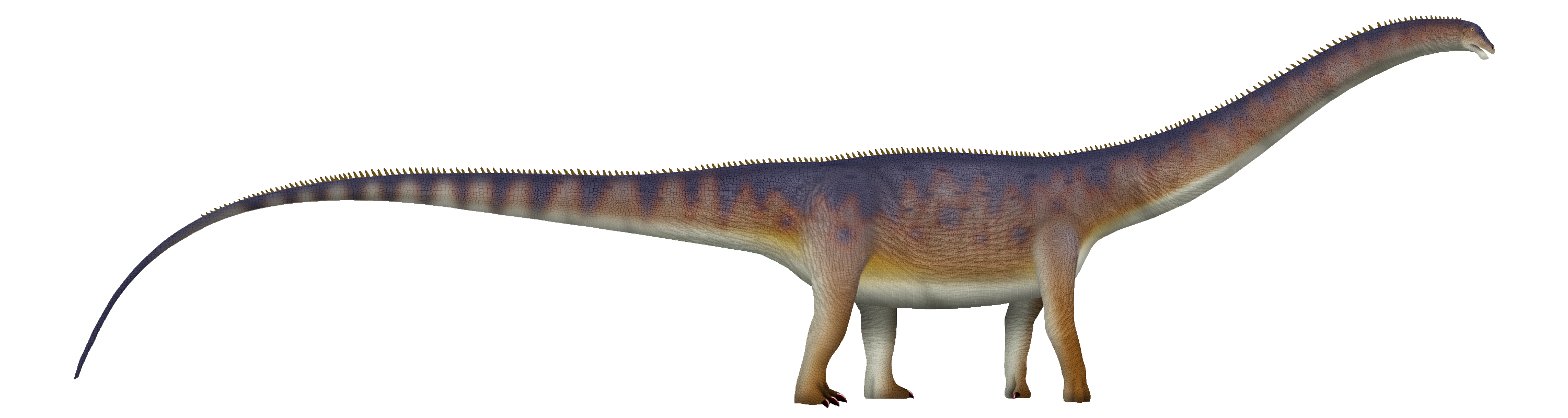
Ardetosaurus viator

Ardetosaurus is een geslacht van plantenetende sauropode dinosauriërs, behorende tot de Diplodocidae, dat tijdens de late Jura leefde in het gebied van het huidige Noord-Amerika. De enige benoemde soort is Ardetosaurus viator.

## Vondst en naamgeving
In de zomer van 1993 vond de Zwitserse paleontoloog Hans-Jakob “Kirby” Siber bij Shell in Wyoming in het enorme beenderbed van de Howe Dinosaur Quarry tijdens het opgraven van het camarasauridespecimen "E.T". een skelet van een andere sauropode, een diplodocide. Dit andere skelet werd geborgen tot de herfst van 1994, te beginnen met het heiligbeen en van daar naar voren werkend tot het midden van de nek. 

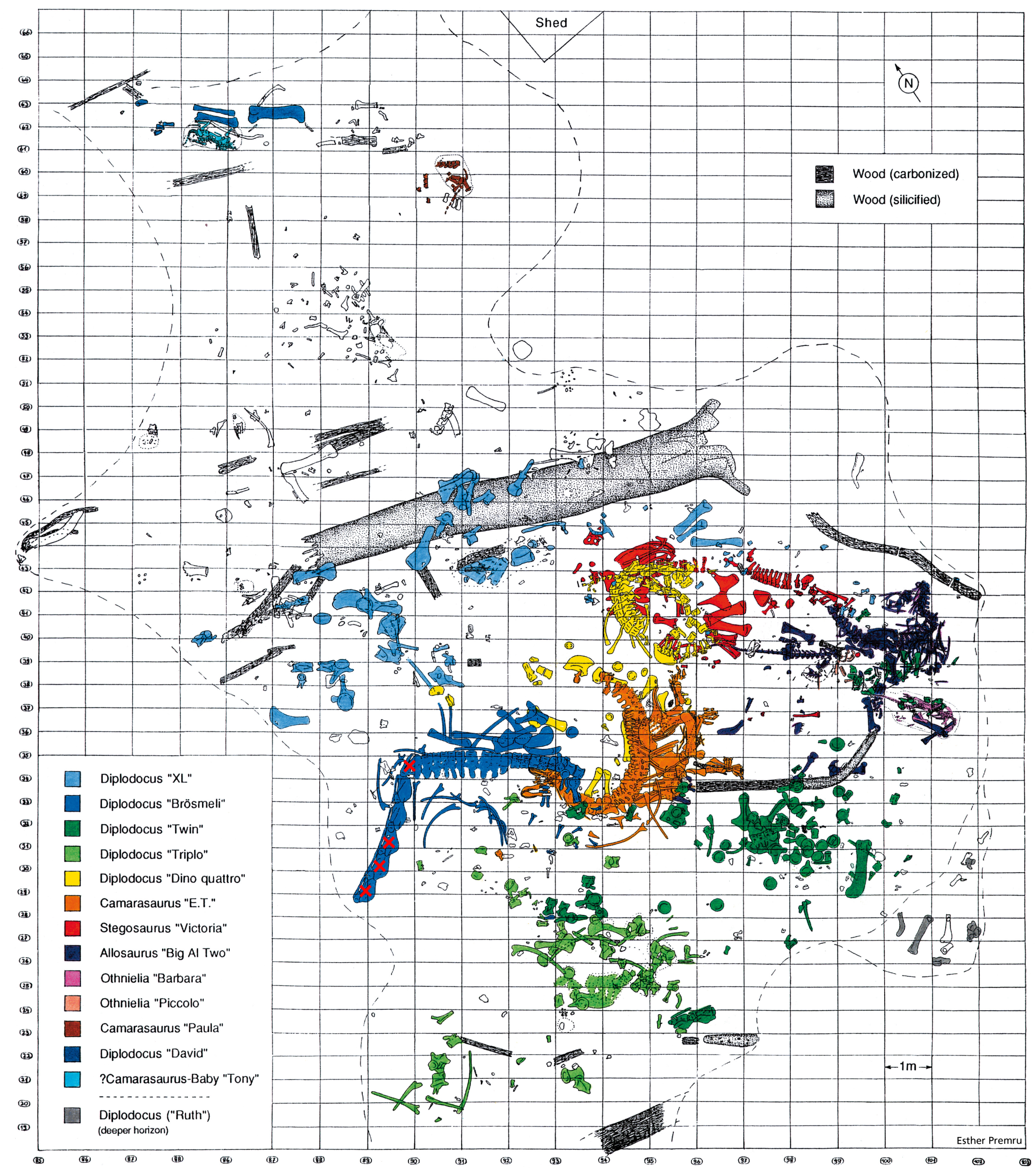
De vindplaats met Brösmeli links midden in het donkerblauw

Het exemplaar kreeg eerst de bijnaam "Brösmeli", "kruimeltje". Later zou het ook "Kirby" genoemd worden. Het kreeg het inventarisnummer SMA 0013. Het skelet werd overgebracht naar het Zwitserse Sauriermuseum Aathal. Later werden verschillende botten verplaatst naar het Duitse Dinosaurier Freilichtmuseum in Münchehagen ter preparatie. In de nacht van 4 op 5 oktober 2003 werd er brand gesticht in dit museum. Dat beschadigde sommige botten van de achterpoot en drie meer voorste halswervels gingen verloren. 
In 2018 en 2019 kocht het Oertijdmuseum te Boxtel het exemplaar aan samen met nog eens vier diplodocide specimina met de bijnamen "Twin", "Triplo", "XL" (het oude SMA 0007) en "Aurora". SMA 0013 kreeg nu het nieuwe inventarisnummer MAB011899. Van 2018 af werd het samen met "Twin" en "Triplo" gebruikt om een meer compleet composietskelet te construeren dat op 1 maart 2022 klaar kwam. Dat was toen pas het tweede authentieke sauropodenskelet dat in Nederland tentoongesteld was en werd uiteindelijk het enige sauropode holotype in een Nederlandse collectie. Het werd oorspronkelijk nog gezien als een mogelijk exemplaar van Diplodocus. Bij de preparering van dit en andere specimina bleek echter dat het een nog onbeschreven soort vertegenwoordigde.

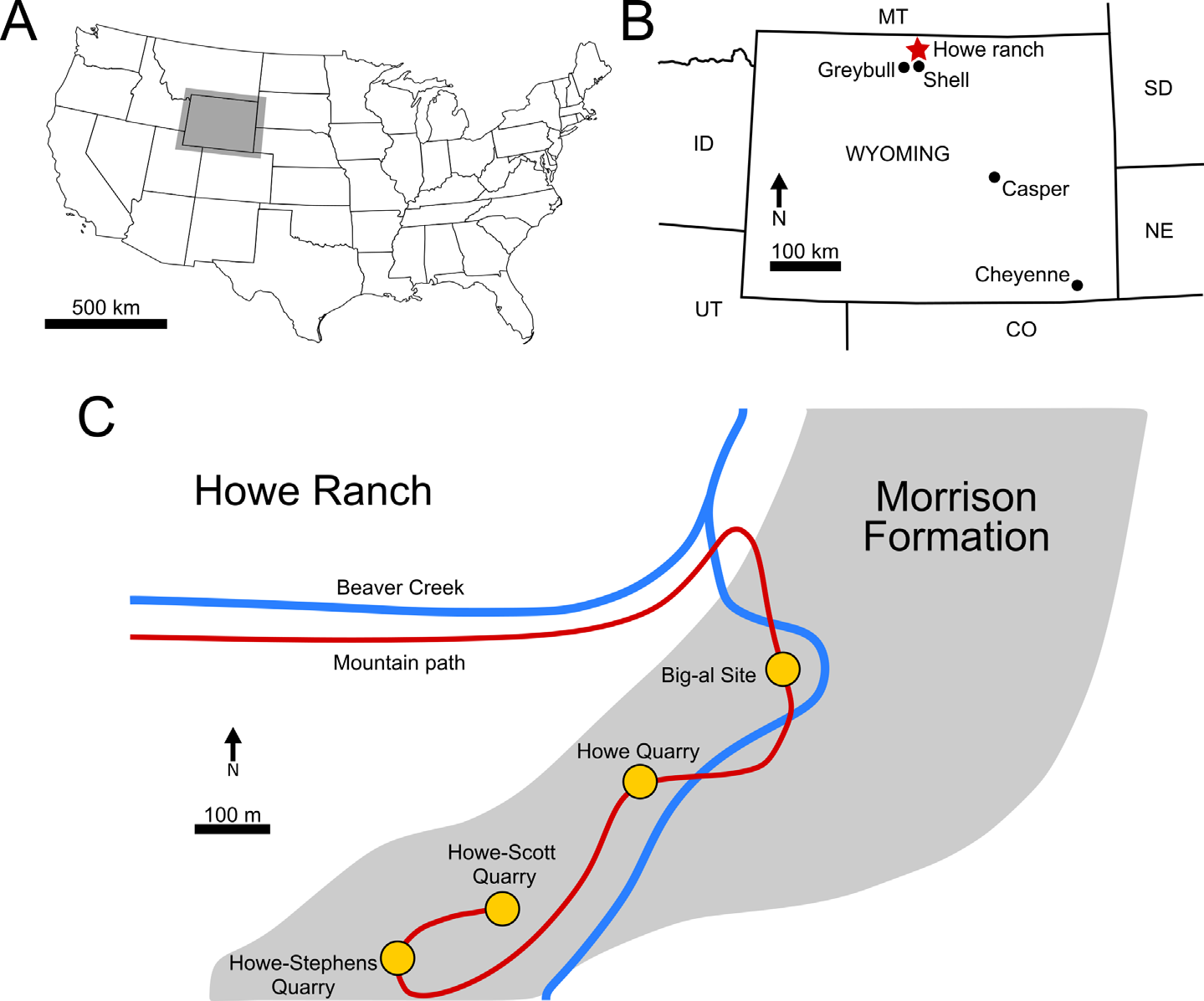
De locatie van de groeve

In 2024 werd de typesoort Ardetosaurus viator benoemd en beschreven door Tom T.P. van der Linden, Emanuel Tschopp, Roland B. Sookias, Jonathan J.W. Wallaard, Femke M. Holwerda en Anne S. Schulp. De geslachtsnaam is afgeleid van het Latijn ardere, "verbranden" en het Grieks sauros, "hagedis" of "reptiel", als verwijzing naar de brand van 2003. De soortaanduiding betekent "reiziger" in het Latijn, als verwijzing naar de vele verhuizingen.
Het holotype ofwel het exemplaar waar de naam aan is verbonden,  MAB011899, is gevonden in een laag van de Morrisonformatie die dateert uit het Kimmeridgien. De laag is tussen de 150,44 miljoen en 149,21 miljoen jaar oud. Het holotype bestaat uit een gedeeltelijk skelet met schedel. Bewaard zijn nog gebleven: twee achterste halswervels (vermoedelijk de dertiende en veertiende), tien ruggenwervels (de eerste tot en met tiende), het heiligbeen, vijf staartwervels, acht ribben, twee chevrons van de staart, het linkerravenbeksbeen, het linkerdarmbeen, beide schaambeenderen, beide zitbeenderen, het linkerdijbeen, het linkerscheenbeen en een stuk van het linkerkuitbeen. Het exemplaar lag grotendeels in anatomisch verband, dus met de botten in de originele positie. De vijftiende halswervel ontbreekt echter. Het betreft een volwassen individu. Groeilijnen wijzen op een leeftijd van tweeëntwintig jaar. Het werd in het dertiende jaar geslachtsrijp en de groei hield op bij zeventien.
De andere diplodocide specimina in het museum zijn niet aan de soort toegewezen.

## Beschrijving

### Grootte en onderscheidende kenmerken

Een vergelijking in grootte met een mens. De rug liep in feite niet zo op

Ardetosaurus is ongeveer twintig meter lang. Zoals alle diplodocinen is hij vermoedelijk vrij licht geweest voor een sauropode. Nek en staart zijn erg lang.
De beschrijvers stelden verschillende onderscheidende kenmerken vast. Vijf daarvan zijn autapomorfieën, unieke afgeleide eigenschappen, die dus verschillen van voorouders. Bij de achterste halswervels en voorste ruggenwervels liggen in de fossae spinoprezygapophyseales, de holten tussen het doornuitsteeksel en de voorste gewrichtsuitsteeksels, opvallende extra gepaarde laminae, richels. In de voorste ruggenwervels zijn de voorste laminae centrodiapophyseales, de richels die van het zijuitsteeksel naar het wervellichaam lopen, van voor naar achter gesplitst. De tweede ruggenwervel heeft fossae, holten, bij de lamina centropostzygapophysealis, de richel tussen het wervellichaam en het achterste gewrichtsuitsteeksel. Bij de achterste ruggenwervels is het wervellichaam minder dan tweeënhalf maal zo hoog als lang. Bij de allervoorste staartwervels zijn de laminae centroprezygapophyseales, de richels tussen het wervellichaam en de voorste gewrichtsuitsteeksels, gereduceerd of afwezig.

### Skelet
De beschrijvers zijn vol vertrouwen dat ze ondanks een ontbrekende wervel correct de overgang tussen nek rug hebben vastgesteld. Dat is belangrijk om de beweeglijkheid van de nek te bepalen en de mate van gevorkt zijn van de doornuitsteeksels. Die zijn overdwars gespleten in twee metapofysen, de "tanden" van de vork. De splijting is al diep in de dertiende en veertiende wervel, tot meer dan de helft van de hoogte. Naar achteren over de rug neemt de splijting snel in diepte af. Bij de vijfde ruggenwervel is de vork al heel ondiep en bij de zesde wervel is de inkeping geheel verdwenen en dat blijft zo minstens tot en met de negende wervel; de tiende is op dit kenmerk niet te controleren door een beschadiging.
De doornuitsteeksels steken omhoog. De vorken droegen wellicht een centrale pees die de nek hief. Ernaast liepen sterke epaxiale rugpieren. De doornuitsteeksels zijn relevant omdat uitsteeksels bij sauropode wervels überhaupt belangrijk zijn. Bij veel moderne reptielen en zoogdieren bestaan wervels voornamelijk uit simpele cilinders. Bij sauropoden echter wordt de omvang van de wervel grotendeels bepaald door uitsteeksels, niet alleen de bovenste, maar ook zijuitsteeksels (diapofysen) waaraan de ribben met een facet of kop verbonden zijn. De ribben hebben nog een hogere kop die verbonden is met een tweede uitsteeksel op de zijwand, de parapofyse. Daarnaast zijn er aan de voorkant en zijkant nog gepaarde gewichtsuitsteeksels die contact maken met de voorliggende en achterliggende wervels. 
Die uitsteeksels maken ook een groot deel van de massa van de wervel uit. Het wervellichaam is namelijk hol. Sauropoden ademden net als moderne vogels via luchtzakken. Een zak in de buikholte zoog lucht uit de luchtpijp en perste die dan door de stijve longen weer naar voren en buiten, geholpen door een zak in de nekbasis. Dat maakte een veel efficiëntere zuurstofopneming door het bloed mogelijk en een hoge stofwisseling. Sauropoden waren vermoedelijk warmbloedig. Het systeem van luchtzakken was zeer complex. Uitlopers uit de luchtzakken vertakten zich in de wervels die hierdoor in hoge mate uitgehold werden. De plekken waar de luchtzakken binnendrongen, waren de fossae. Die werden weer gescheiden door hoge plaatvormige richels, de laminae. Dat waren niet simpelweg wat opstaande randjes, maar enorme structuren die de wervels stevigheid en stijfheid boden. De ingewikkelde vorm van holten en platen verschilde van soort tot soort, wat het mogelijk maakt op basis van één wervel een sauropode te benoemen. onderzoekers beschrijven die vorm daarom in detail.

## Fylogenie
Ardetosaurus is in de Diplodocinae geplaatst, een clade van sauropoden uit de late Jura. Een exacte cladistische analyse waarin een computer de stamboom uitrekent die het minste aantal evolutionaire veranderingen veronderstelt en dus het waarschijnlijkst is, was in 2024 in voorbereiding. De precieze verwantschappen waren dus nog niet bekend.